# Atherix vaillanti
Atherix vaillanti är en tvåvingeart som beskrevs av Thomas 1982. Atherix vaillanti ingår i släktet Atherix och familjen bäckflugor.
Artens utbredningsområde är Frankrike. Inga underarter finns listade i Catalogue of Life.